# L'uomo senza memoria
L'uomo senza memoria è un film del 1974, diretto da Duccio Tessari.

## Trama
Un uomo, in seguito ad un incidente automobilistico, viene ritrovato svenuto con un cadavere accanto. A causa del trauma subìto ha perso la memoria. Viene ricoverato, ma i medici non riescono ad aiutarlo più di tanto. Da qui si snoda la trama di questo noir ambientato in una Portofino invernale anni '70. Dopo una serie di colpi di scena, si scoprirà che il protagonista è coinvolto, suo malgrado, in una brutta faccenda di soldi e droga. Finale, con  regolamento di conti, in un bagno di sangue.

## Produzione
Film girato prevalentemente a Portofino.

## Distribuzione
Il film fu distribuito nel 1974 inizialmente con il divieto per i minori di anni 18, poi derubricato a 14 anni.

## Colonna sonora
La colonna sonora del film è stata realizzata su musiche composte orchestrate e dirette da Gianni Ferrio.
Il tema principale del lungometraggio Labyrinthus è interpretato da Rossella.